# Puchar Polski kobiet w piłce nożnej 2006/07, grupa wielkopolska
Puchar Polski kobiet w piłce nożnej w sezonie 2006/07, grupa: wielkopolska
I runda – 23 września – 1 października 2006
Klub KŚ AZS Zielona Góra wycofał się pierwotnie miał wolny los. Wszystkie mecze w turnieju rozgrywane były jednocześnie jako spotkania ligowe.
GSS Grodzisk Wielkopolski – Medyk II Konin 0:11
Poznaniak Poznań – Grom Wolsztyn 15:0
Finał – 25 października 2006 Września
Poznaniak Poznań – Medyk II Konin 1:4